# Unión Republicana (Colombia)
La Unión Republicana fue una coalición política colombiana «entre los conservadores y liberales moderados»  «inspirada en autores franceses como Gabriel Hanotaux y Emile Faguet», la cual fue promovida por el político conservador, militar y poeta Carlos Martínez Silva.
A ella adhirieron los distintos grupos que hacían parte del Partido Liberal Colombiano, con excepción de los orientados por «Rafael Uribe Uribe y José María Quijano Wallis», y la mayoría de los miembros del Partido Conservador Colombiano. Esta coalición ayudó a derrocar a Rafael Reyes Prieto y apoyó la corta presidencia de Ramón González Valencia.
En sus inicios planteó un diálogo con el presidente Rafael Reyes, pero al no encontrar apoyo en dicha posición, rápidamente se volvió contra el gobierno conservador de Reyes y su ministro liberal Rafael Uribe Uribe 

## Historia
Surgió a partir del 13 de marzo de 1909, cuando disturbios hicieron que el gobierno de Rafael Reyes convocara a elecciones para el Congreso de la República. Entonces «un grupo de más de quinientos ciudadanos “de los antiguos partidos liberal, conservador y nacional” escribió el 26 de marzo siguiente a los doctores Nicolás Esguerra y Carmelo Arango, y al expresidente, general Guillermo Quintero Calderón para encomendarles la formación de un Centro encargado de dirigir los trabajos electorales para el próximo Congreso». Estos formarían una Junta Republicana, que plantearía posteriormente la Unión Republicana.
Sin embargo, la Unión Republicana no atrajo a sectores importantes del liberalismo y del conservatismo, que comenzaron su reorganización. Los conservadores, dirigidos por Marco Fidel Suárez bajo la denominación de Concentración Conservadora; y los liberales, agrupados por Rafael Uribe Uribe en lo que se conoció como el Bloque Liberal.
La Junta Republicana en su circular pedía que sus seguidores actuaran con el mayor respeto hacia las autoridades, observaran la legalidad y contribuyeran al mantenimiento del orden. El presidente Reyes se dirigió el 3 de abril a la Junta Republicana para «felicitarla efusivamente por su notable y patriótica Circular sobre elecciones… prueba de que las prácticas de la República democrática, cristiana y ordenada, cuya base esencial es el voto popular, son el fundamento de la vida nacional». La Junta le respondió ese mismo día que «la felicitación de su Excelencia es motivo de legítimo orgullo» y que «afianzar la concordia nacional, uno de los más salientes puntos del programa del Gobierno de Su Excelencia, será corolario obligado de las libres elecciones».
La concordia de la que hablaba la Junta Republicana en su respuesta al presidente Reyes, no pareció encontrar eco en las huestes republicanas, al menos no la concordia verbal. El 6 de abril los jóvenes liberales Juan J. Restrepo, Eduardo Rodríguez Piñeres y Santiago Lleras enviaron una carta concebida en términos muy violentos contra «el dictador» Reyes, contra los jefes de la Concentración Conservadora y contra Rafael Uribe Uribe, a quienes acusaron de maniobrar para quitarle piso al movimiento republicano. Uribe Uribe les respondió en términos enérgicos, diciéndoles que a sus ideas «todos los buenos caballeros, especialmente si se llaman liberales, acostumbran combatirlas con razones, no con chismes vergonzantes, indignos de gentes que se estimen».
Obtuvo una representación mayoritaria en la Asamblea Nacional Constituyente de 1910, donde se eligió presidente a Carlos Eugenio Restrepo, siendo la primera vez que se eligió un presidente por fuera del sufragio electoral directo. Restrepo, luego de su presidencia, publicó en dos tomos su autobiografía política titulada Orientación Republicana, donde presenta muchas de las ideas del movimiento que lideró.
Con el tiempo, el partido perdió fuerza a causa de la influencia de la clase política, lo que le privó de bases populares para cualquier respaldo. Sus militantes se vieron obligados a regresar a los partidos de donde salieron, y la administración de Marco Fidel Suárez, en uno de sus decretos lo proscribió de forma definitiva.

## Participación electoral
En las elecciones de 1914 y 1918, obtuvieron muy escasa notabilidad, en comparación con la anterior, ya que en 1910 no hubo votación directa. Además, algunas de las actuaciones presidente Restrepo influyeron en su debilitamiento posterior. Dichas elecciones fueron ganadas por los conservadores José Vicente Concha y Marco Fidel Suárez, respectivamente. 
| Año elección | Candidato          | Porcentaje electoral |
| ------------ | ------------------ | -------------------- |
| 1914         | Nicolás Esguerra   | 10,89%               |
| 1918         | Guillermo Valencia | 40,9%                |

## Militantes
- Nicolás Esguerra Ortiz
- Benjamín Herrera Cortés
- Guillermo Quintero Calderón
- Eduardo Santos Montejo
- Carmelo Arango Martínez
- Luis Cano Villegas
- Carlos Eugenio Restrepo Restrepo
- Guillermo Valencia Castillo
- Luis Eduardo Nieto Caballero